# Молвијано Алто (Терамо)
Молвијано Алто (итал. Molviano Alto) је насеље у Италији у округу Терамо, региону Абруцо.
Према процени из 2011. у насељу је живело 87 становника. Насеље се налази на надморској висини од 260 м.